# Pitea di Atene
Pitea (Atene, IV secolo a.C. – dopo il 322 a.C.) è stato un oratore greco antico vissuto ad Atene e in Macedonia.

## Biografia
Fu un oratore filomacedone, tuttavia sembra che non seguisse un'ideologia politica ma spesso cambiava idea solo per convenienza. 
La Suda tramanda che fu imprigionato per debiti, probabilmente per una multa rimediata in una causa, per la cosiddetta διὰ ὄφλημα; riuscì ad evadere dal carcere, in seguito, e scappò alla volta della Macedonia, ma dopo un po' fece ritorno ad Atene. È verosimile che non avesse la possibilità di pagare la multa, perché in alcune lettere che vanno sotto il nome di Demostene si riporta che grazie alla sua attività disonestà Pitea era riuscito a ottenere una ricchezza così ampia da poter sborsare cinque talenti con più facilità di quanto avrebbe potuto sborsare cinque dracme in precedenza. 
Dalla stessa fonte apprendiamo che ottenne gli onori più alti ad Atene, in particolare la possibilità di offrire i sacrifici a Delfi per gli Ateniesi. Fu poi accusato da Dinarco di ξενία probabilmente per la sua lunga residenza in Macedonia.
Per quanto concerne le vicende politiche, ci viene descritto come un uomo senza morale, al punto che, redarguito una volta per essere un mascalzone, ammise la sua disonestà, ma disse che si era comportato in quel modo per un periodo più breve che tutti gli altri uomini a lui contemporanei. Si oppose agli onori che gli Ateniesi proponevano di conferire ad Alessandro, ma in un secondo momento espose gli interessi del partito filomacedone, anche se, sempre opponendosi a Demostene, lo accusò di essere stato corrotto da Arpalo.
La loro ostilità è stata menzionata più volte dagli scrittori antichi, che hanno tramandato le loro battute pungenti. Ad esempio, Pitea diceva che le orazioni di Demostene sapevano di lucerna e Demostene rispondeva che le loro lucerne assistevano a spettacoli diversi, con riferimento alla vita dissoluta di Pitea.
Nella guerra lamiaca si unì al generale Antipatro, ed ebbe la soddisfazione di sopravvivere al suo acerrimo nemico Demostene.

## Opere
I titoli delle due orazioni giunte sotto il nome di Pitea sono conservati da Arpocrazioneː Πρὸς τὴν ἔνδειξιν ἀπολογία e Κατ᾽ Ἀδείμαντος. Tuttavia, a causa della sua asprezza e della poca eleganza non veniva annoverato dai grammatici tra gli oratori attici, anche se alcuni estratti delle sue orazioni furono tradotti successivamente da Rutilio Lupo in lingua latina.